# Buzz cut

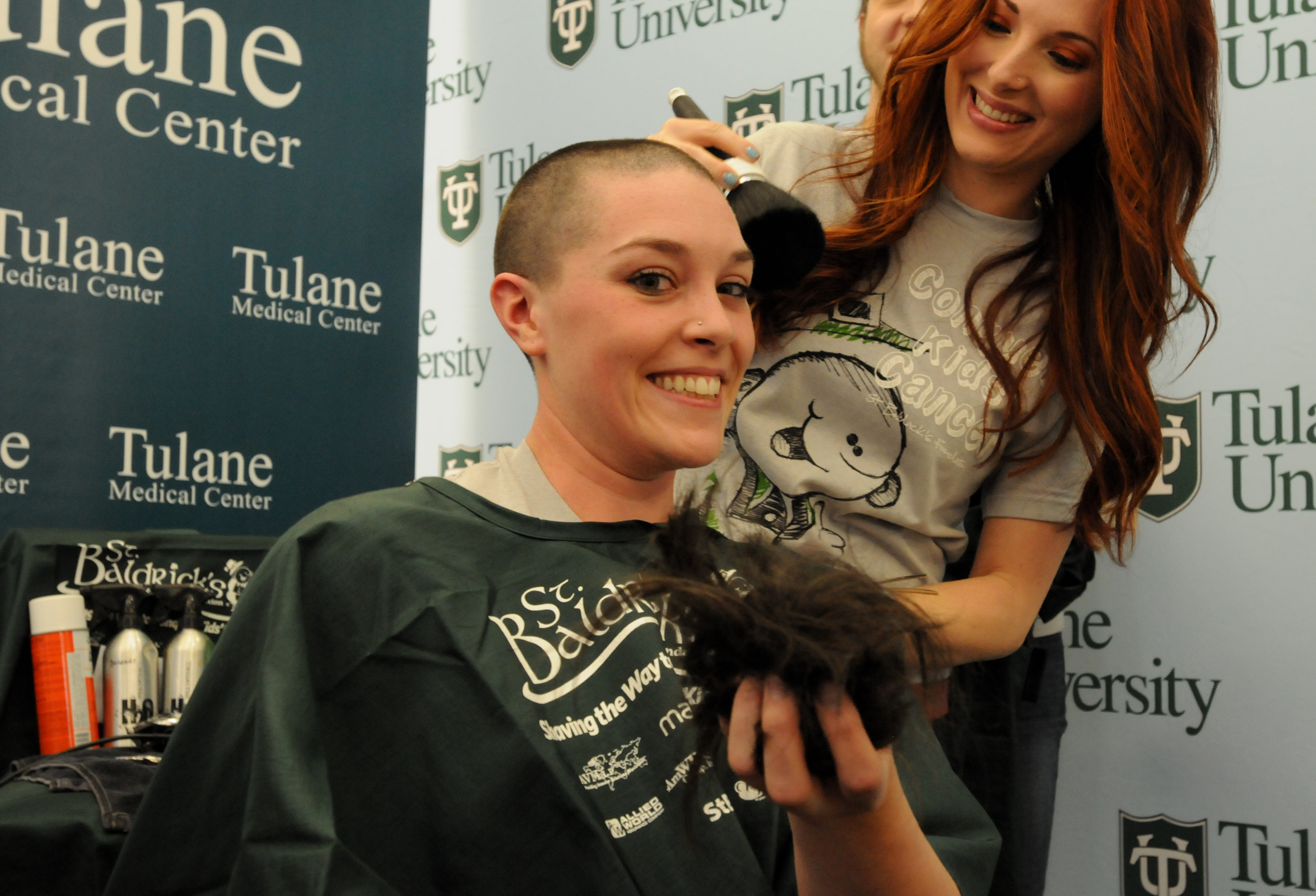
Buzz cut frizura

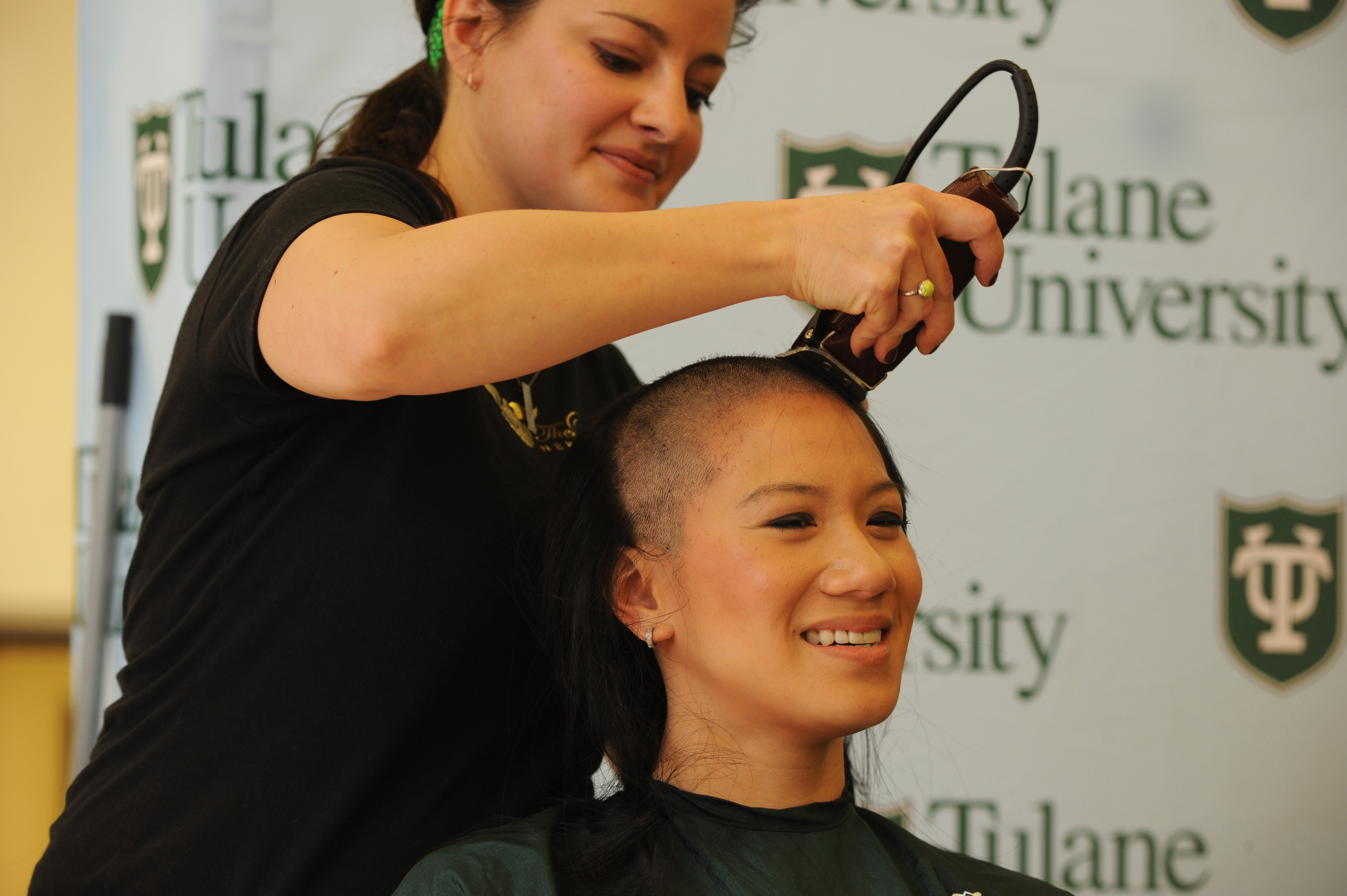
Hajnyírás közben

A Buzz cut egy angol nyelvből származó (hangutánzó szó ~ hajnyírógép berregése) kifejezés, melyet a különféle nagyon rövid frizurák bármelyikére használunk, különösen akkor, ha a haj hossza a fej minden részén azonos. A kézi hajnyírók megjelenésével előtérbe került a buzz cut, egyre népszerűbbek lettek azokon a helyeken, ahol szigorú higiéniai szabályok vonatkoztak a személyekre. Számos országban a fegyveres erők jelenleg is gyakran alkalmazzák ezt a fajta hajviseletet az újoncok számára. A buzz cutokat azonban stilisztikai okokból is egyre többen használják, főleg a meleg évszakok közeledtével.[forrás?] Ez a frizura manuális hajnyírógéppel, manapság elektromosan, a „0-ás számú fokozaton” vagy az úgynevezett „védőfésűk” nélkül készül, amelyek a vágás hosszát is szabályozzák. A vágógép típusától függően a számozás eltérő lehet, tehát egyes készülékeknél az 1 vagy a 0 jelenti a nagyon rövid vágási hosszt, ekkor már a fejbőr is látszik az illetőn.

## Háttere
A buzz cut a 19. század végén Nikola Bizumić szerb feltaláló kézi hajnyírójának megjelenésével vált népszerűvé. Ezeket a vágógépeket a borbélyok széles körben használták a haj gyors, rövidre vágása érdekében. A hajvágó tincsekbe halmozza fel a hajat, hogy gyorsan eltávolítsa a fejről. Ez a fajta hajvágási forma normális volt ott, ahol szigorú ápolási szabályok voltak érvényben. Manapság a buzz cut stílusok közé tartozik a butch cut, a crew cut és a flattop.
Sok országban (pl: USA, Egyesült Királyság, Ausztrália) az újoncok a katonaságba lépésüket követően, ilyen fajta hajvágáson esnek át. Kezdetben a tetvek terjedésének megakadályozását szolgálta, manapság azonban az egyöntetűséget és a könnyű karbantartást szolgálja. Innen ered az angol nyelvű országokban időnként használatos induction cut kifejezés (az indukció itt azt jelenti, hogy felvették az illetőt a katonaságba).
A buzz cut népszerű a férfiak és fiúk körében, akik a rövid és kevés karbantartást igénylő frizurát részesítik előnyben. Ugyanakkor sokan választják azon férfiak, akiknél jelentkezik a kopaszodás. Ez a megjelenés a modellek körében is egyre népszerűbb. A buzz cut mint a hadseregen kívüli hajvágási forma, az 1980-as és az 1990-es évek elején jött divatba.[forrás?]
Azonban olyan színésznők és énekesnők, mint például Sinéad O’Connor, Natalie Portman, Amber Rose, Jessie J, Iris Law, vagy Willow Smith általi népszerűsítésnek köszönhetően a buzz cut a nők körében is népszerű frizurává vált. Viselésének oka egyaránt lehet az egyszerű kezelhetőség, a divat követése, az arc kiemelése, vagy a lázadás a nőkre ráerőltetett normák ellen.

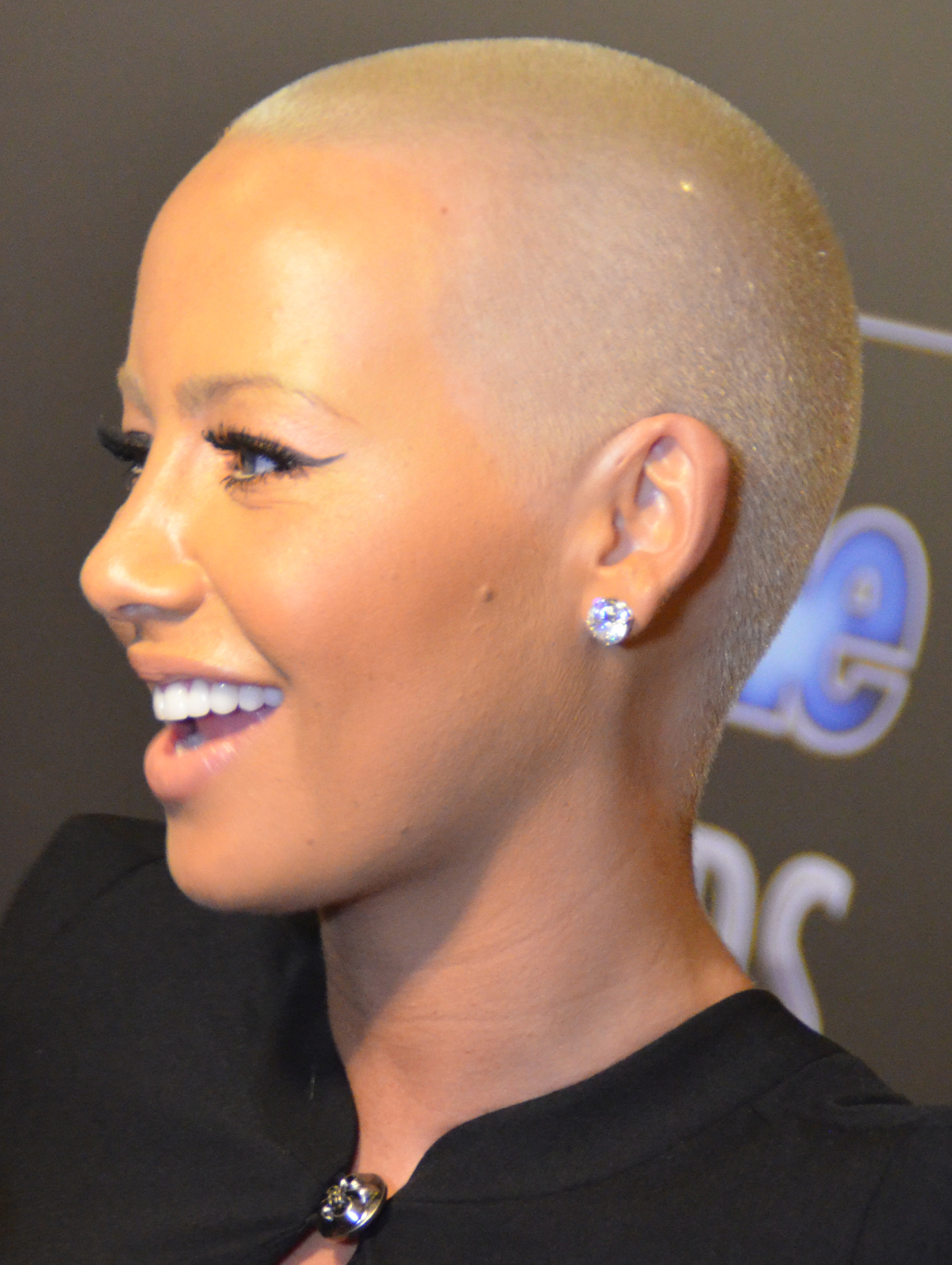
Amber Rose buzz cut frizurával
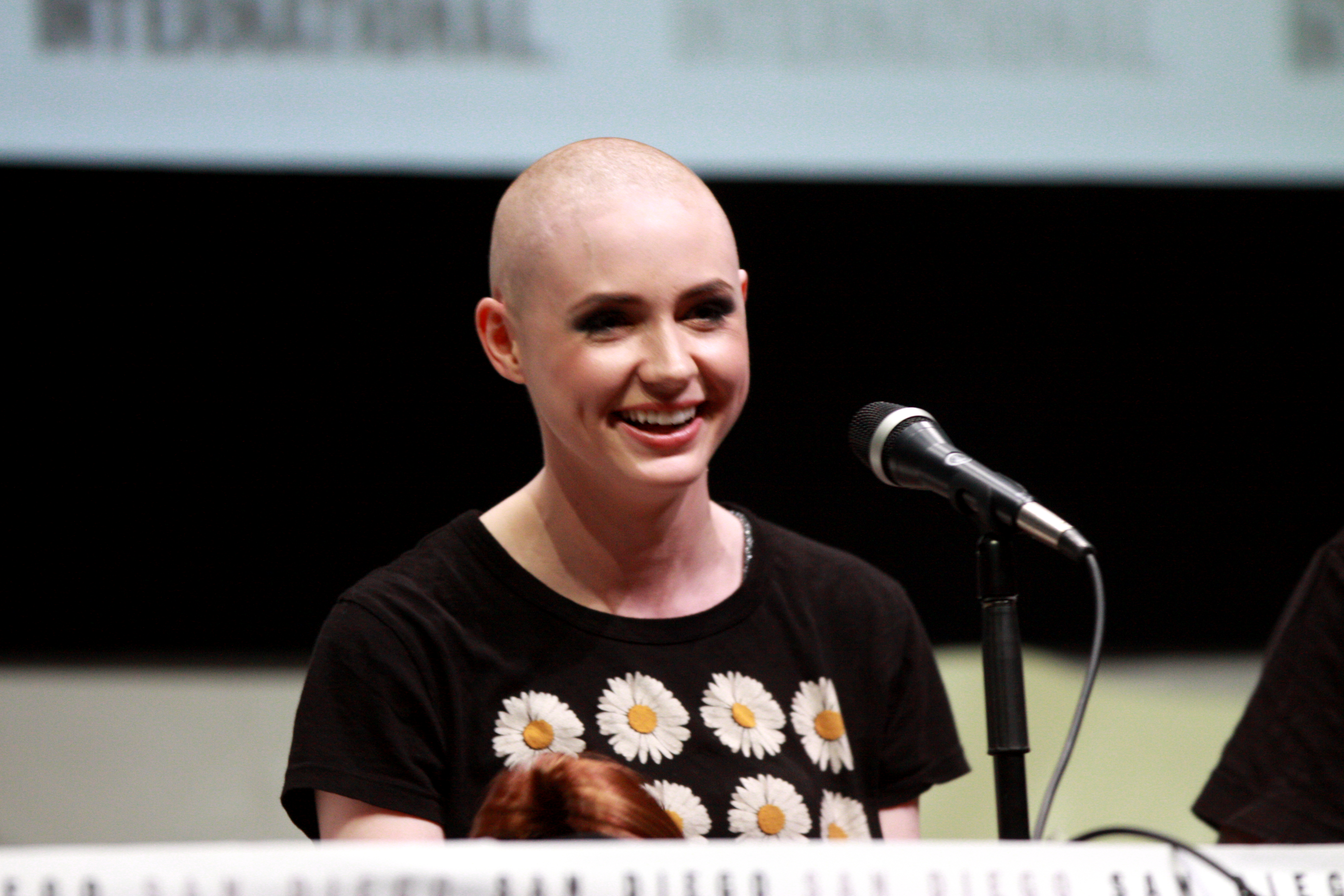
Karen Gillan buzz cut frizurával
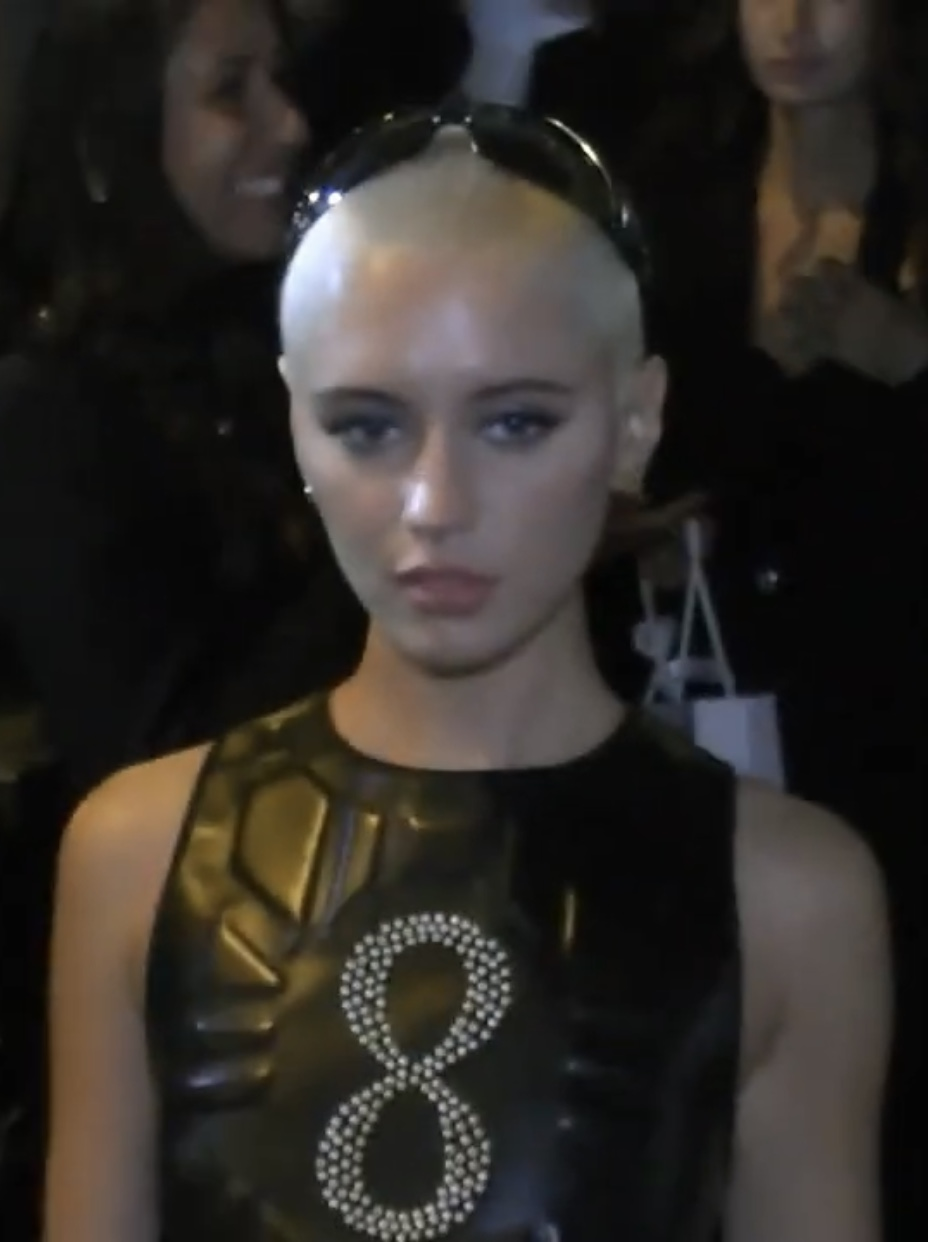
Iris Law buzz cut frizurával
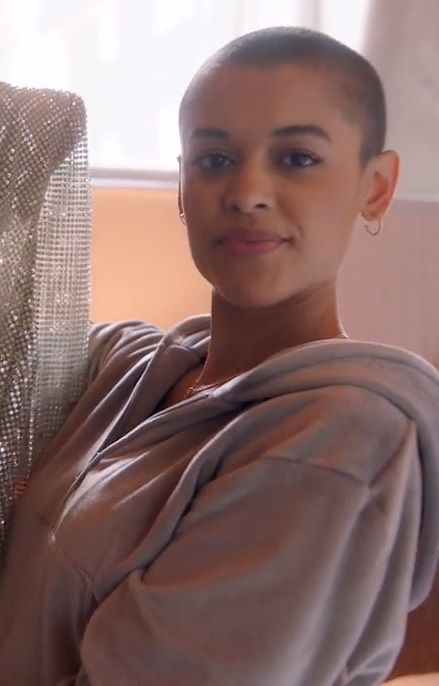
Jordan Alexander buzz cut frizurával